# Cry Baby
Cry Baby – singel polskiego piosenkarza i rapera White'a 2115 z albumu studyjnego Rockstar. Singel został wydany przez wytwórnię SBM Label 9 sierpnia 2018 roku. Tekst utworu został napisany przez Sebastiana Czekaja.
Nagranie otrzymało w Polsce status złotej płyty w 2020 roku.
Singel zdobył ponad 10 milionów wyświetleń w serwisie YouTube (2023) oraz ponad 7 milionów odsłuchań w serwisie Spotify (2023).

## Nagrywanie
Utwór został wyprodukowany przez Deemza. Za mix/mastering utworu odpowiada DJ Johny. Tekst do utworu został napisany przez Sebastiana Czekaja.

## Twórcy
- White 2115 – słowa[1][2]
- Sebastian Czekaj – tekst[1]
- Deemz – produkcja[1][2]
- DJ Johny – mix/mastering[1]

## Certyfikaty
| Kraj          | Certyfikat  |
| ------------- | ----------- |
| Polska (ZPAV) | złota płyta |